# Buprofezin
A buprofezin a mezőgazdaságban kabócák, pajzstetvek, molytetvek, poloskák ellen használt fejlődésgátló anyag. Hideo Kanno és munkatársai fejlesztették ki 1981-ben.
Az Európai Bizottság 2011/6/EU irányelvében (újra) engedélyezte a buprofezin rovarirtó és atkaölő szerként való használatát.

## Tulajdonságai
Fajspecifikus: nem ártalmas a kártékony rovarok természetes ellenségeire és a hasznos rovarokra. Melegvérűekre igen kevéssé toxikus.
A rovar vedlését gátolja a kitin bioszintézisének (az N-acetil-glükóz-amin(en) polimerizációjának) gátlásával.
Kifejlesztői szerint a szer kulcsa az iminocsoport, a benzolgyűrű pedig felerősíti a hatást.